# Victor Ku
Victor Ku (China, 1966) es un empresario y multimillonario chino.
En chino tradicional, su nombre se escribe 古|永|鏘, y en pinyin: Gǔ Yǒngqiāng.

## Biografía

### Educación
Ku se graduó en la Escuela de Negocios de Stanford, y en la Universidad de California en Berkeley (en Estados Unidos)
En China, por haber estudiado en el exterior, se le considera un haigui (profesional que ha estudiado en el exterior).
Fue presidente de Sohu.com antes de irse para cofundar y ser socio del sitio web de videos Youku, el cual en 2012 se fusionó con el sitio Tudou, creando así el sitio de videos más grande de China.
Previo al anuncio de fusión, Youku era el 11.º (decimoprimero) sitio web más visitado, mientras que Tudou era el 14.º (decimocuarto).

## Riqueza
De acuerdo al puesto que en 2010 tenía la empresa Youku en la Bolsa de Nueva York (NYSE), se considera que Victor Ku posee varios miles de millones de dólares

## Vida personal
Su padre es de Guangzhou, y su madre de Tianjin. Ku tiene una hermana.